# Мишић набирач обрве
Мишић набирач обрве (лат. musculus corrugator supercilii) је парни лучни мишић, који је смештен испод коже унутрашње половине обрве. Припаја се на коштаном ткиву надвеђног лука (лат. arcus superciliaris) чеоне кости и на унутрашњој страни коже средишњег дела одговарајуће обрве. Слично као и код осталих мишића главе, инервишу га гранчице фацијалног живца (слепоочне гране).
Овај мишић повлачи ка унутра и наниже унутрашњу половину обрве, и при томе образује вертикалне наборе између две обрве. Он спада и у мимичне мишиће, пошто лицу даје израз срџбе, бола и патње.